# Vodní mlýn v Dolánkách
Mlýn u Dolánek (německy Alt Mühle) v Dolánkách u Ohníče v okrese Teplice je vodní mlýn, který stojí na pravém břehu řeky Bílina východně od centra vesnice. Je chráněn jako kulturní památka.

## Historie
Mlýn je zakreslen na mapě prvního vojenského mapování z let 1764–1768. Roku 1669 Kateřina Alžběta Pachonhay zakoupila panství Křemýž s vesnicemi Ohníč, Dolánky a Němečky, kde byly připomínány čtyři mlýny. V roce 1770 je v Tereziánském katastru uváděn mlynář Lachner. První budovu vystavěl Josef Lachner v roce 1812 a v první čtvrtině 19. století pak byla postavena druhá budova.

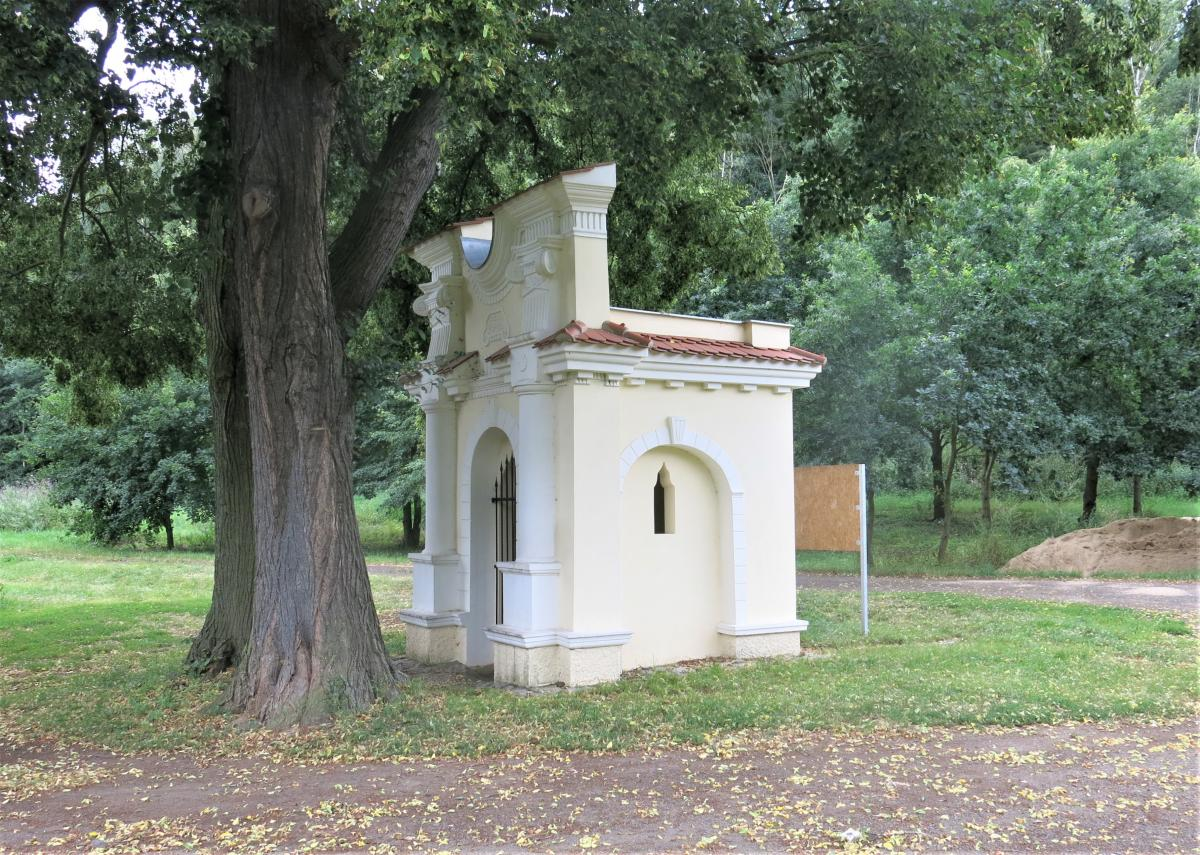
Kaple u mlýna

Západně od mlýna stojí památkově chráněná kaple zasvěcená Jménu Ježíš a datovaná rokem 1823. Byla postavena na památku tragické nehody, která se stala ve mlýně. V roce 2018 byla opravena.

## Popis
Klasicistní budovy mlýna stojí kolem velkého dvora. Mlýnská budova má mansardovou střechu a venkovní schodiště s pavlačí. První budova s mansardovou střechou má náročnou fasádu s lodžií do dvora v prvním patře, která je přístupná jednoramenným schodištěm. Druhá budova ve výrazně klasicistním stylu má polovalbovou střechu se dvěma vikýři. Voda na vodní kolo vedla náhonem, který byl později po ukončení mletí zasypán.